# نجف (فلم)
نجف هو فيلم مصري تم إنتاجه عام 1946، تأليف كامل الحفناوي وعبد الرحمن الخميسي، وإخراج كامل الحفناوي و بطولة محمد أمين وتحية كاريوكا وزوزو ماضي.

## طاقم الممثلين
- محمد أمين
- تحية كاريوكا
- زوزو ماضي
- محمد الديب
- عبده السروجي